# California Speed
California Speed és un videojoc de curses per la Nintendo 64 similar al videojoc arcade, Cruis'n USA llançat el 1999. Al videojoc hi ha diversos circuits i cotxes desbloquejables.
Aquí hi ha els cotxes:
- Squirrel
- Mountain Dew Truck
- Semi
- Camper (RV)
- Five Oh
- Predator
- Forklift
- Insect
- Ol' Truck

Aquí hi ha els circuits/pistes :
- Monterey
- Silicon Valley
- Highway 1
- Central Valley
- Los Angeles
- Santa Cruz
- San Diego
- San Francisco
- Mt. Shasta
- Yosemite
- Mojave Desert

Aquí hi ha les pistes per desbloquejar (només N64):
- Clover
- Oval
- Fuji
- San Andreas
- California

El videojoc té una versió en una màquina recreativa, però no té cotxes per desbloquejar. Té la seva pròpia música, en cada cursa dieferent. També, la versió arcade té tres pistes més, hi ha en total 14 psites, que els tres que faltaven són:
- Laguna Seca Raceway
- Willow Springs Raceway
- Sears Point Raceway